# Frangiflutti

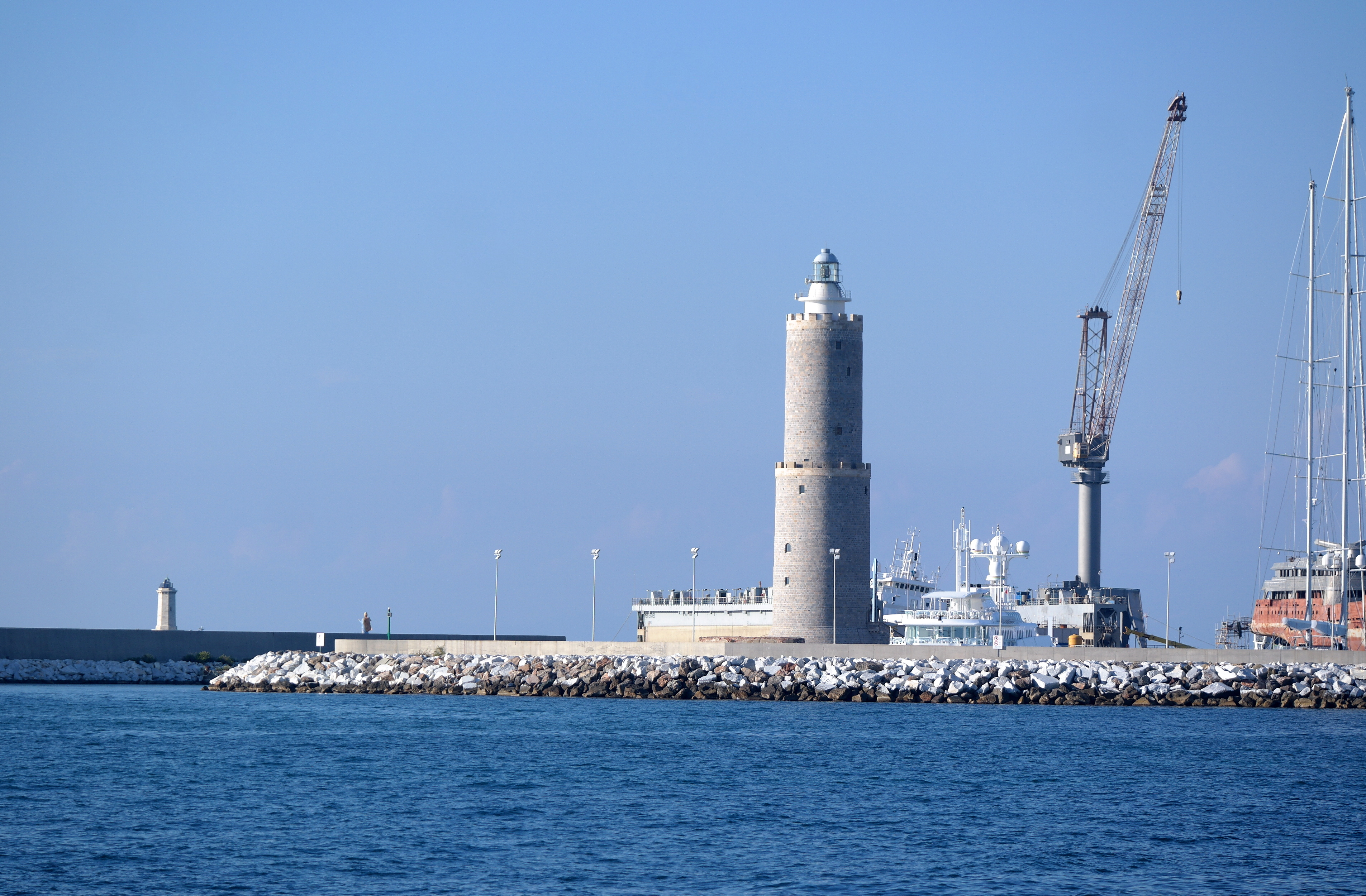
Uno dei frangiflutti del porto di Livorno. Esso è composto da grosse pietre appoggiate l'una sull'altra

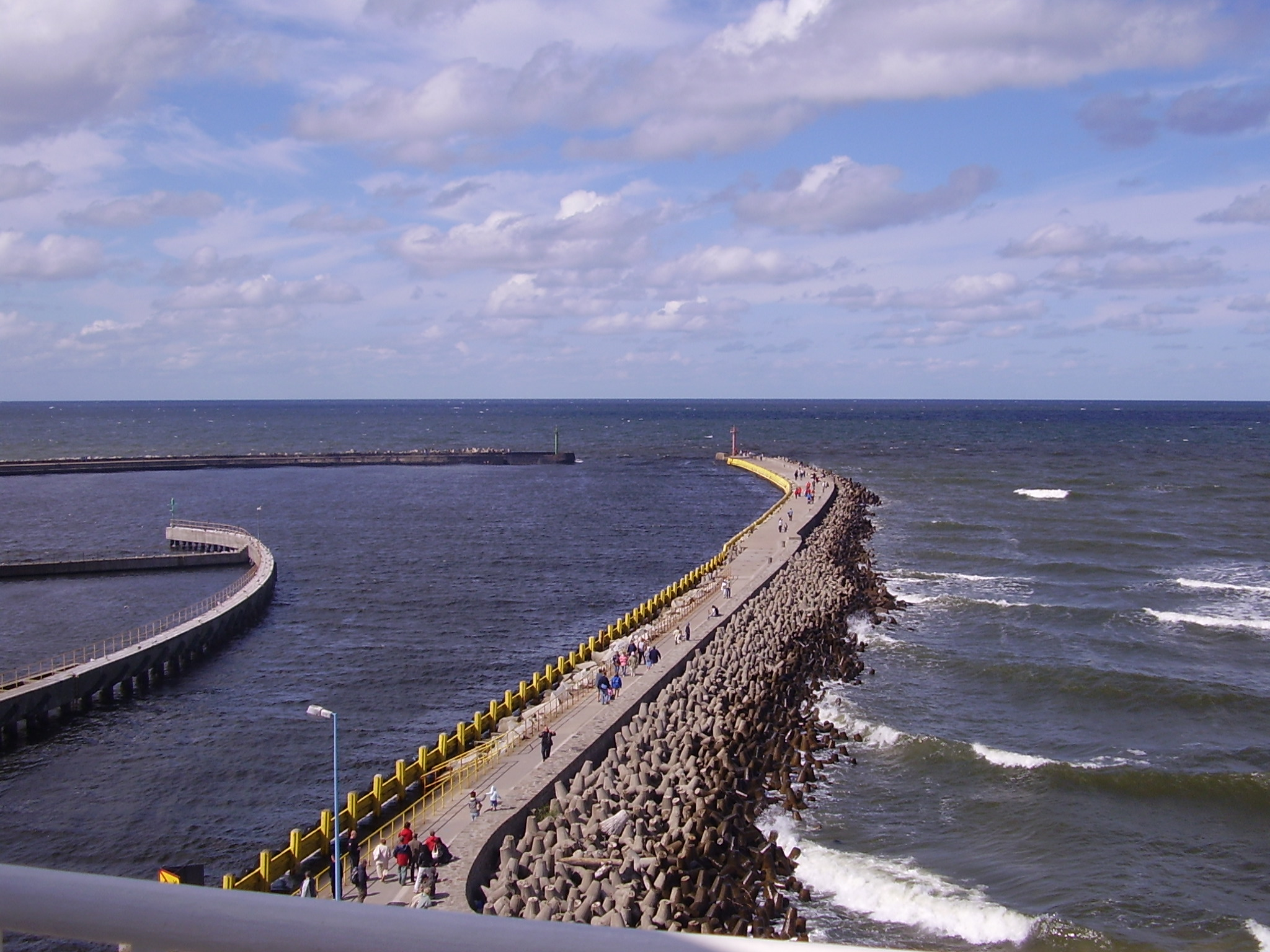
Molo in Polonia. Si noti, sul lato destro (verso il mare aperto), il grosso frangiflutti composto da strutture (tetrapodi) in cemento

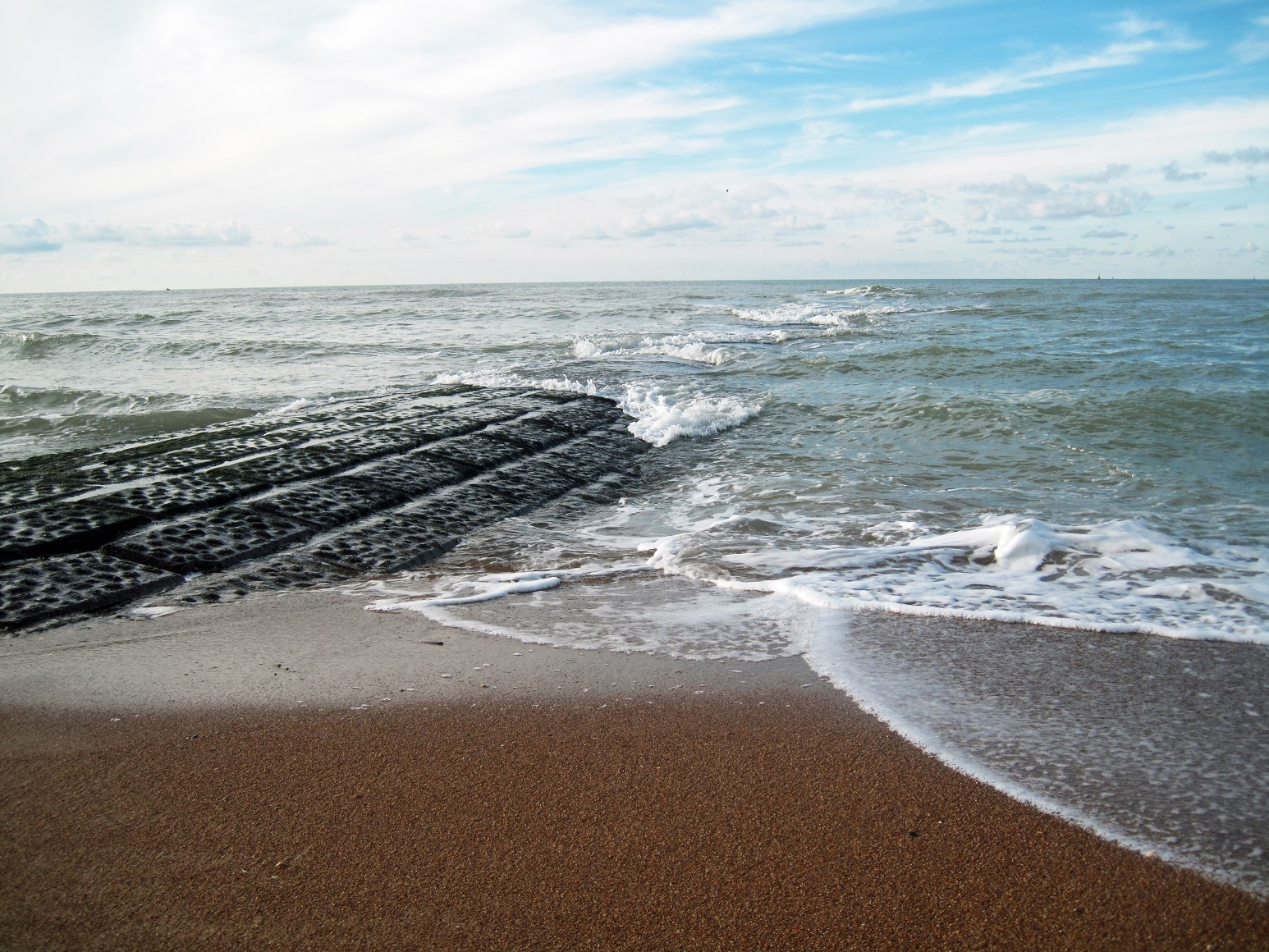
Frangiflutti alla marea crescente a Ostenda, Belgio

I frangiflutti sono strutture artificiali situate a ridosso delle coste per proteggere spiagge, moli o attracchi dai flutti e dall'erosione provocata dal moto ondoso. 

## Descrizione
L'effetto dei frangiflutti è quello di ridurre l'intensità delle onde nel tratto di acque situate al loro interno e quindi di ridurre l'erosione della costa. 
A questo scopo vengono collocati in acque poco profonde a breve distanza dalla costa, oppure con uno degli estremi ancorato alla costa stessa. Spesso sono edificati, come nel caso di lunghi tratti della costa romagnola e marchigiana, per proteggere le spiagge e la ferrovia.
I frangiflutti possono essere strutture fisse oppure galleggianti, ancorate al fondo marino. La scelta è legata alla profondità delle acque e all'intensità della marea. Nel caso di strutture fisse essi possono essere semplici grosse pietre appoggiate una sull'altra in modo da formare una spessa barriera oppure oggetti artificiali in cemento dalla forma complessa ma molto pesanti e ben appoggiati o murati l'uno con l'altro.

## Funzionamento

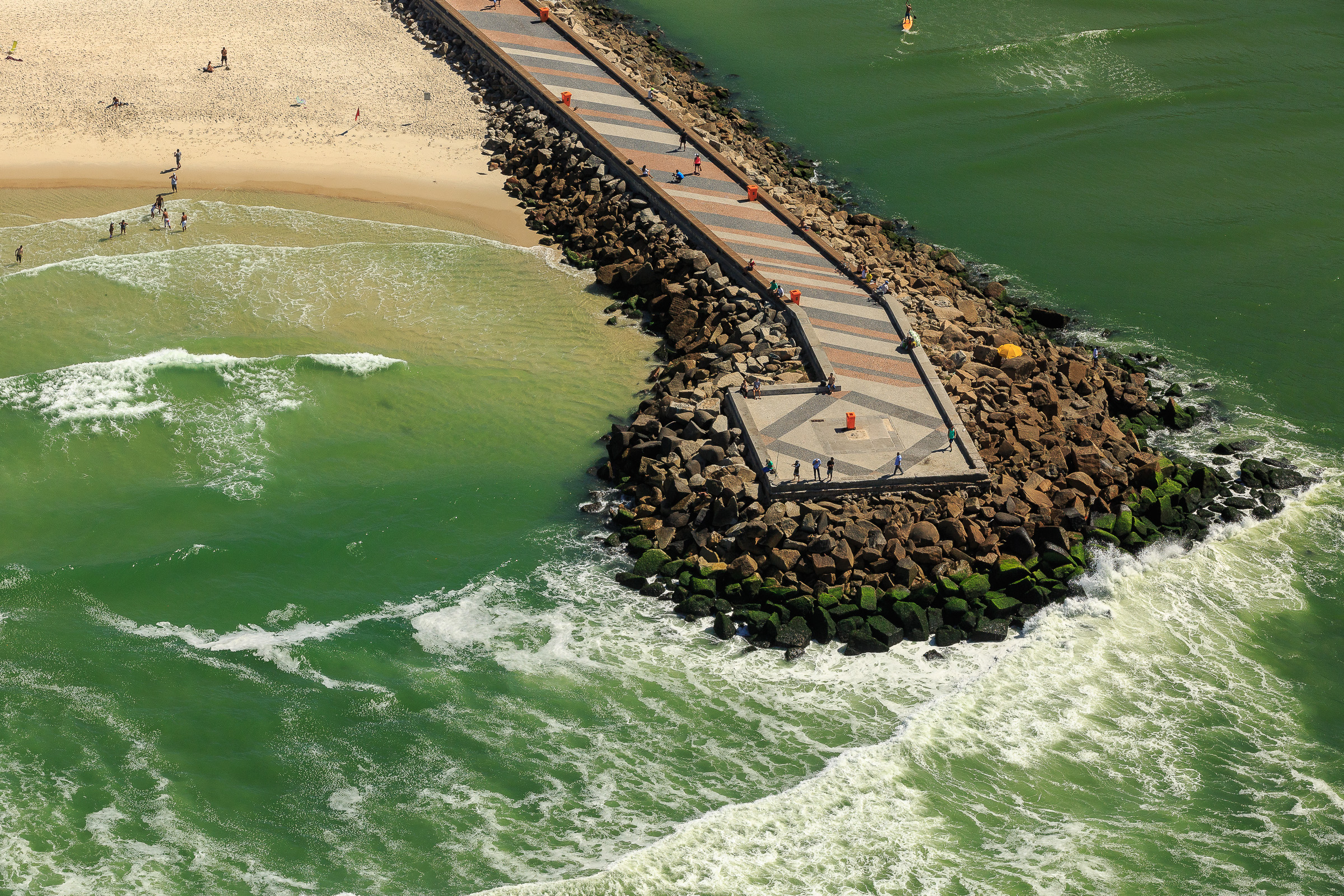
Veduta aerea di Quebra Mar, nella Barra da Tijuca a Rio de Janeiro.

All'arrivo dell'onda questa anziché colpire direttamente il molo o la spiaggia, si spezza sul frangiflutti ed essendo questo una struttura complessa e dalla superficie ampia (sia che si tratti di strutture fisse oppure galleggianti), la forza dell'onda si riduce per attrito. L'ondata si spezza poi in molte più piccole dotate di forza d'impatto assai minore. In tal modo non soltanto si evitano i danni che in caso di violente mareggiate potrebbero procurarsi alle spiagge o alle strutture edilizie ma gli schizzi prodotti dalle onde non arrivano più a spazzare i moli, essendo i frangiflutti assai spessi o comunque ad una certa distanza da terra.
Gli elementi naturali od artificiali utilizzati sono suddivisi in categorie a seconda del loro peso:
scapolame - fino a 50 Kg;
I° categoria - da 50Kg a 1000 Kg;
II° categoria - da 1000 Kg a 3000 Kg;
III° categoria - da 3000 Kg a 7000 Kg;
IV° categoria- oltre 7000 Kg.
Speciali frangiflutti artificiali galleggianti denominati attenuatori d'onda permettono la circolazione dell'acqua e hanno la funzione di salvaguardare l'igiene delle spiagge.